# NS 8500
De serie NS 8500 was een serie tenderlocomotieven met de asindeling C van de Nederlandse Spoorwegen (NS) en diens voorganger Maatschappij tot Exploitatie van Staatsspoorwegen (SS). Ze werden gefabriceerd door Hohenzollern en Henschel & Sohn.

## Geschiedenis
De bestemming, tijdens de bouw van deze speciale locomotieven, hield verband met het feit, dat steeds zwaardere personentreinen op de verbindingslijn Amsterdam W.P. naar Amsterdam C.S. moesten worden vervoerd. De eerder gebruikte rangeerlocomotieven waren hiervoor te licht. Daarom is deze locomotief gebouwd met betrekkelijk grote drijfwielen, met een diameter van 1400 mm. Verder was de radstand, dat is de afstand hart op hart van de drijf- en koppelwielen, betrekkelijk groot waardoor locomotieven zijn ontstaan, die een zeer rustige loop hadden. Zelfs bij de grootst toegestane snelheid van 60 km/uur.
Het waren ook eigenlijk geen typische rangeerlocomotieven; hiervoor waren de wieldiameters te groot, maar speciale aan- en wegbrengers van treinstellen en aldus hebben deze machine's gependeld tussen de verschillende Amsterdamse stations. Op het internet is verder een verhaal te vinden dat de locomotieven te vinden waren op het emplacement van Groningen.
| SS nummers | NS nummers | Aflevering | Fabrikant       | Bijzonderheden              |
| ---------- | ---------- | ---------- | --------------- | --------------------------- |
| 221        | 8501       | 1915       | Hohenzollern    |                             |
| 222        | 8502       | 1915       | Hohenzollern    |                             |
| 223        | 8503       | 1915       | Hohenzollern    |                             |
| 224        | 8504       | 1915       | Hohenzollern    |                             |
| 225        | 8505       | 1915       | Hohenzollern    | verkocht aan Spanje, CFL 51 |
| 226        | 8506       | 1915       | Hohenzollern    | verkocht aan Spanje, CFL 52 |
| 227        | 8507       | 1915       | Hohenzollern    |                             |
| 228        | 8508       | 1915       | Hohenzollern    |                             |
| 229        | 8509       | 1915       | Hohenzollern    | verkocht aan Spanje, CFL 53 |
| 230        | 8510       | 1920       | Henschel & Sohn |                             |
| 231        | 8511       | 1920       | Henschel & Sohn |                             |
| 232        | 8512       | 1920       | Henschel & Sohn | verkocht aan Spanje, CFL 54 |
| 233        | 8513       | 1920       | Henschel & Sohn |                             |
| 234        | 8514       | 1920       | Henschel & Sohn | verkocht aan Spanje, CFL 55 |
| 235        | 8515       | 1920       | Henschel & Sohn |                             |

## Afvoer en sloop
Zes locomotieven zijn buiten dienst gesteld in 1947 als gevolg van oorlogsschade. De locomotief 8515 is buiten dienst gesteld in 1948 en de locomotief 8510 is in 1950 buiten dienst gesteld.
ln 1951 zijn er nog twee 8500-en buiten dienst gesteld. De laatste vijf stuks locomotieven nummers: 8505, 8506, 8509, 8512 en 8514 zijn in 1952 verkocht aan de Ferrocarril de Langreo, de enige normaalsporige lijn in Spanje. Daar zijn de locomotieven wat omgebouwd en hebben nog enige jaren dienst gedaan op deze mijnspoorweg van Gijon naar Langreo in Asturië waarna ze zijn gesloopt.
De link naar de pagina waarop enkele foto's van deze locomotieven ex NS 8500 te zien zijn: www.spanishrailway.com/ferrocarril-de-langreo/

## Afbeeldingen

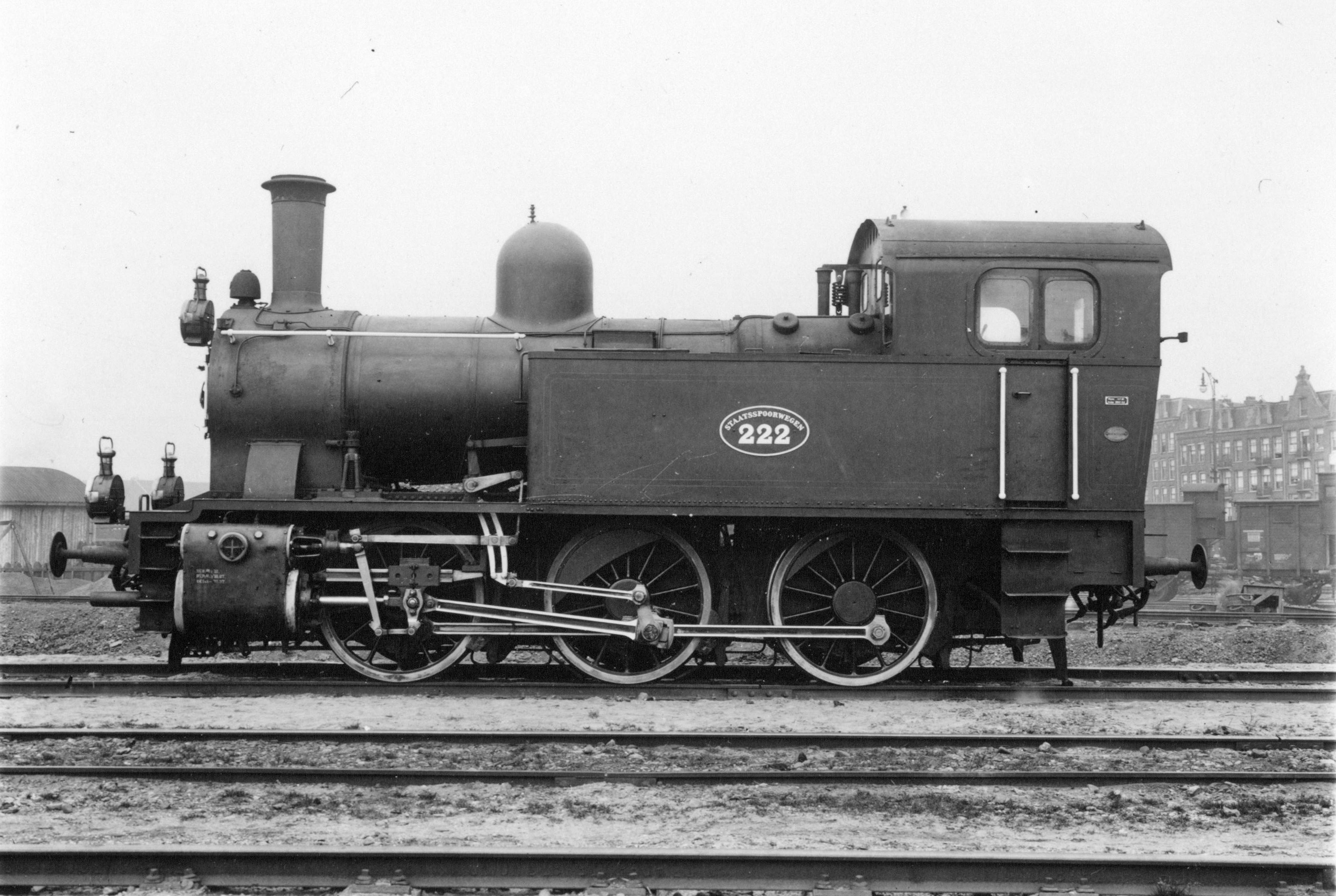
NS 8502 te Amsterdam Weesperpoort.
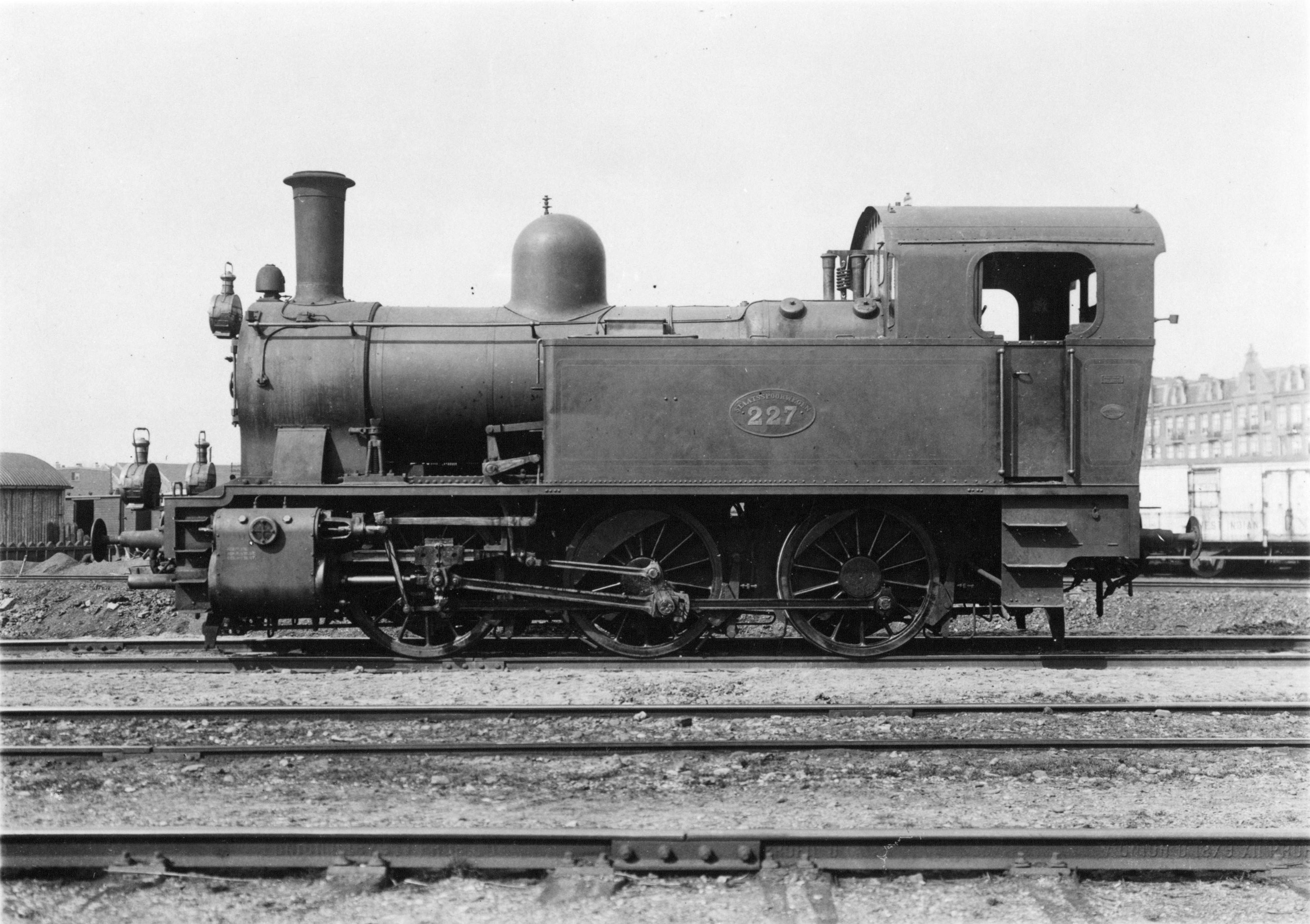
NS 8507 te Amsterdam Weesperpoort (1919)
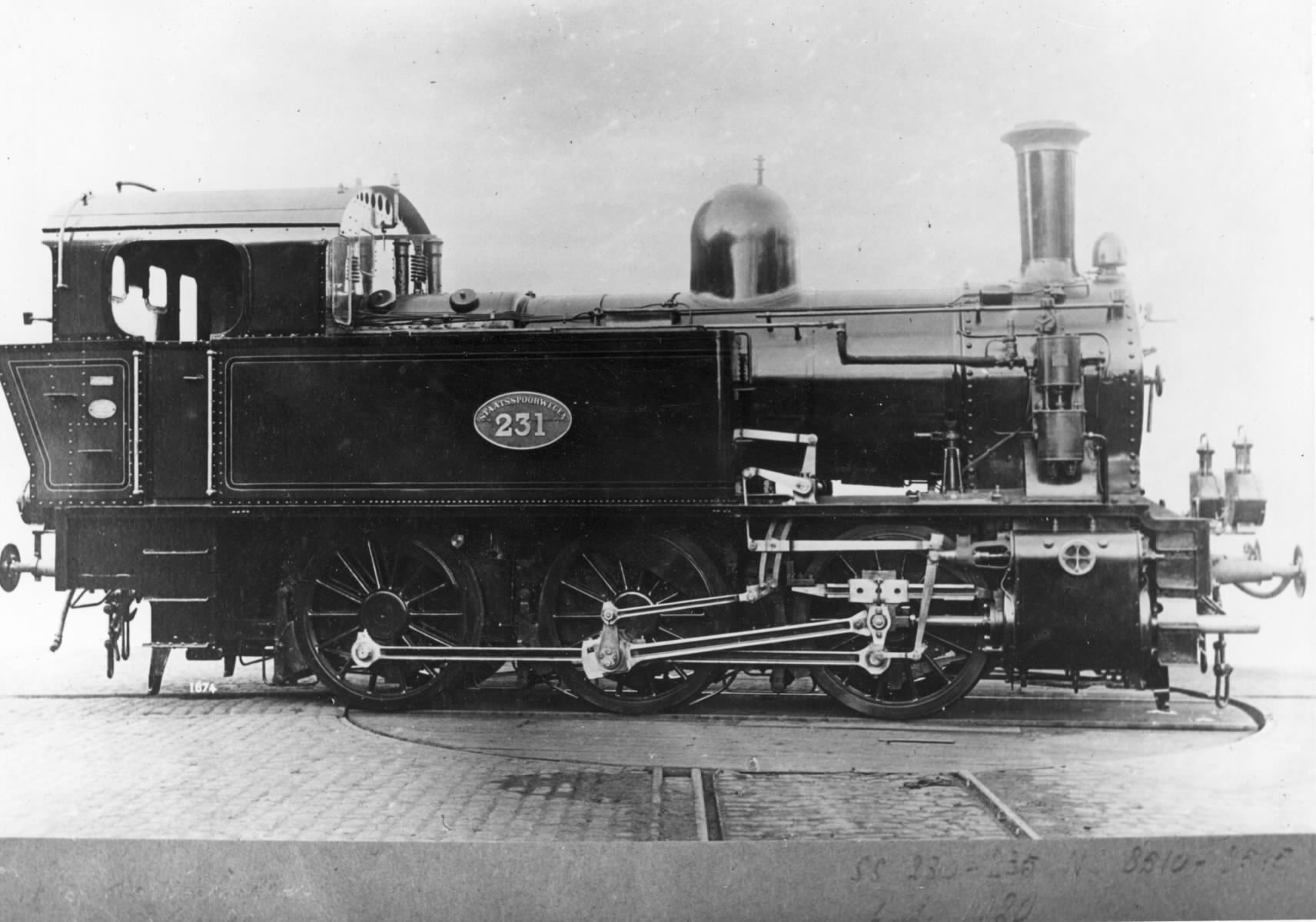
Stoomlocomotief nr. 231 uit de serie 221-235 van de S.S. later omgenummerd als NS 8511 (1920)
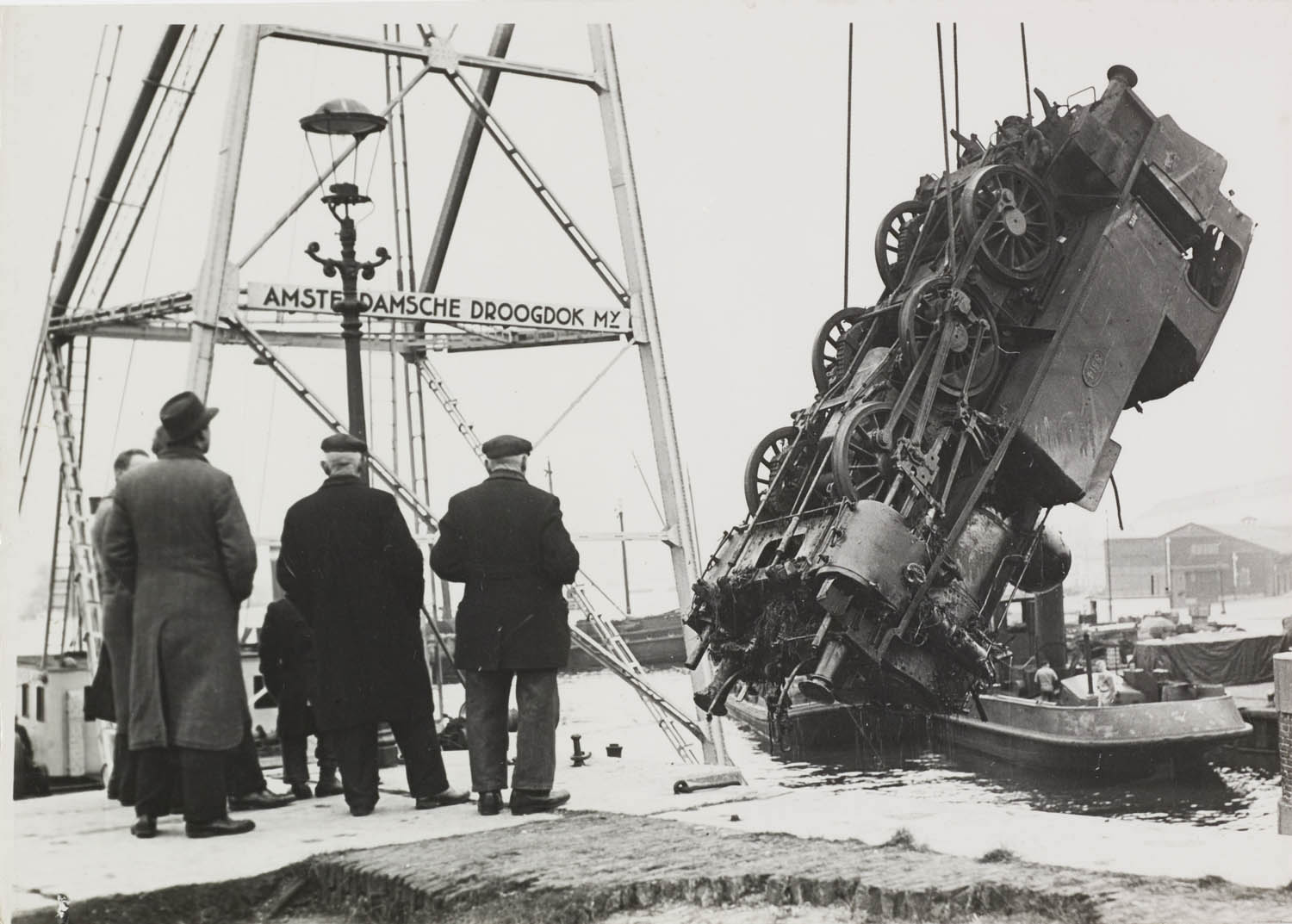
NS 8514 wordt uit het water getakeld (1935)